# Ільдібаєвське сільське поселення
Ільдіба́євське сільське поселення — муніципальне утворення в складі Кіясовського району Удмуртії, Росія. Адміністративний центр — село Ільдібаєво.
Населення становить 397 осіб (2019, 527 у 2010, 698 у 2002).

## Історія
Ільдібаєвська сільрада була утворена 1924 року шляхом перетворення волостей в складі новоствореного Кіясовського району Сарапульського округу Уральської області. 1 січня 1932 року постановою президії ВЦВК сільрада була передана разом з районом до складу Сарапульського району Уральської області. В лютому 1934 року сільрада разом з районом увійшла до складу Свердловської області, але із 7 грудня увійшла до складу Кіровського краю. З 23 січня 1935 року Кіясовський район був відновлений, з грудня 1936 року він став частиною Кіровської області, до складу цього району була повернута і сільрада.
Постановою ВЦВК від 22 жовтня 1937 року сільрада разом з районом увійшла до складу новоствореної Удмуртської АРСР. Згідно з указом президії ВР РРФСР від 16 червня 1954 року сільрада була приєднана до Лутохинської сільради. Указом президії ВР Удмуртської АРСР від 19 грудня 1966 року була відновлена Ільдібаєвська сільська рада. 2006 року, у зв'язку з адміністративною реформою, сільрада була перетворена в сільське поселення.
Голови сільського поселення:
- до 2008 — Сутягіна Ніна Геннадіївна
- з 2008 — Лопатіна Олена Миколаївна

## Склад
До складу поселення входять такі населені пункти:
| Населений пункт        | Населення, осіб (2002) | Населення, осіб (2010) |
| ---------------------- | ---------------------- | ---------------------- |
| Ільдібаєво, село       | 427                    | 352                    |
| Мале Кіясово, присілок | 44                     | 19                     |
| Михайловськ, присілок  | 12                     | 7                      |
| Сутягіно, присілок     | 40                     | 12                     |
| Чувашайка, присілок    | 175                    | 137                    |

## Господарство
В поселенні діють середня школа та садочок (Ільдібаєво), 2 фельдшерсько-акушерських пункти, клуб та бібліотека.